# Notre-Dame-de-Sanilhac
Pour les articles homonymes, voir Notre-Dame et Sanilhac.
Notre-Dame-de-Sanilhac [nɔtʁə dam də sanijak] est une ancienne commune française située dans le département de la Dordogne, en région Nouvelle-Aquitaine, dans le Sud-Ouest de la France.
Au 1er janvier 2017, elle fusionne avec Breuilh et Marsaneix pour former la commune nouvelle de Sanilhac.

## Géographie

### Généralités
La commune déléguée de Notre-Dame-de-Sanilhac fait partie de la commune nouvelle de Sanilhac. Elle est incluse dans l'unité urbaine de Périgueux.

### Communes limitrophes

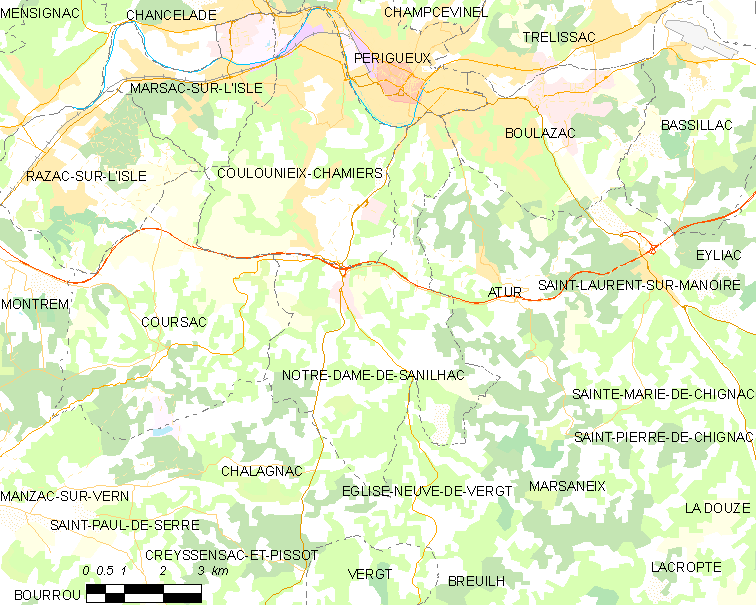
Carte de Notre-Dame-de-Sanilhac et des communes avoisinantes en 2015, avant la création des communes nouvelles de Boulazac Isle Manoire et de Sanilhac.

En 2016, année précédant la création de la commune nouvelle de Sanilhac, Notre-Dame-de-Sanilhac était limitrophe de sept autres communes.
| Coulounieix-Chamiers | Périgueux              |                       |
| Coursac              | Notre-Dame-de-Sanilhac | Boulazac Isle Manoire |
| Chalagnac            | Église-Neuve-de-Vergt  | Marsaneix             |

## Urbanisme

### Prévention des risques
Un plan de prévention des risques naturels (PPRN) a été approuvé en 2005 pour Notre-Dame-de-Sanilhac, dont la quasi-totalité du territoire est exposée aux risques de retrait-gonflement des sols argileux et de tassements différentiels du sol,.
La commune est incluse dans le territoire à risques importants d'inondation (TRI) de Périgueux, composé de douze communes, dont la validation a fait l'objet en décembre 2014 d'un arrêté du préfet de la région Midi-Pyrénées, responsable du bassin Adour-Garonne. À l'extrême nord de la commune, une vingtaine de maisons situées route de Bergerac sont potentiellement concernées par ce risque.

### Villages, hameaux et lieux-dits
Outre le quartier des Cébrades où se trouve la mairie et le bourg de Notre-Dame-de-Sanilhac proprement dit, le territoire se compose d'autres villages ou hameaux, ainsi que de lieux-dits :
- Aurière
- la Berthonnie
- la Bétussie
- Bétussou
- les Bitarelles
- la Blancherie
- Borie Marty
- Boulazac de Champs
- la Chabaudie
- Champs
- Chapuzet
- la Chaussenie
- la Couture
- Dian
- les Falots
- les Farges
- les Farges[Note 1]
- les Farges du Pic
- la Gauderie
- Gaumies
- les Gazis
- les Gibaudies
- le Grand Rat
- Grégaudie
- la Guillaumie
- Jargues
- le Jouhaire
- le Lac Roye
- Latour
- Lauvergnat
- Loursarie
- Maisonneuve
- la Malétie
- le Menuisier
- Mérigouneau
- Mirabeau
- Miraly
- Montauban
- Mournat
- Papussou
- les Péligrannes
- le Périer
- le Petit Rat
- le Peyret
- Peyrinet
- Phébus
- le Pic
- la Pierre Grise
- le Plateau de Prompsault
- le Pont du Cerf
- Pouzelande
- Prompsault
- Puy d'Aiguillon
- Puycheny
- Puyrateau
- la Rampinsolle
- la Renaudie
- Saint-Pierre-ès-Liens
- le Salon
- Sanilhac
- Sansonnet
- les Sauterelles
- Sudrat
- Therme Blanc
- Touvent
- la Trémouille
- la Tuilière
- la Turcade
- la Vicarie
- la Vigerie
- Vignéras
- la Villarde.

## Toponymie
En occitan, la commune porte le nom de Nòstra Dama de Sanilhac.

## Histoire
Sur la carte de Cassini représentant la France entre 1756 et 1789, la paroisse apparaît sous le nom de Notre Dame des Vertus.
En 1823, la commune de Saint-Pierre-ès-Liens fusionne avec celle de Notre-Dame-de-Sanilhac.
Au 1er janvier 2017, Notre-Dame-de-Sanilhac fusionne avec Breuilh et Marsaneix pour former la commune nouvelle de Sanilhac dont la création a été entérinée par l'arrêté du 26 septembre 2016, entraînant la transformation des trois anciennes communes en « communes déléguées ».

## Politique et administration

### Administration municipale
La population de la commune étant comprise entre 2 500 et 3 499 habitants au recensement de 2011, vingt-trois conseillers municipaux ont été élus en 2014,. Ceux-ci sont membres d'office du  conseil municipal de la commune nouvelle de Sanilhac, jusqu'au renouvellement des conseils municipaux français de 2020.

### Liste des maires puis maires délégués
| Période                                  | Période       | Identité                 | Étiquette | Qualité                                                                    |
| ---------------------------------------- | ------------- | ------------------------ | --------- | -------------------------------------------------------------------------- |
| Les données manquantes sont à compléter. |               |                          |           |                                                                            |
|                                          |               |                          |           |                                                                            |
| mars 1989                                | mars 2001     | Bernard Theulet          |           | Dirigeant d'entreprise                                                     |
| mars 2001                                | décembre 2016 | Jean-François Larenaudie | DVG       | Directeur de centre d'affaires Vice-président du Grand Périgueux (2014 → ) |

| Période      | Période      | Identité      | Étiquette | Qualité |
| ------------ | ------------ | ------------- | --------- | ------- |
| janvier 2017 | juillet 2020 | ?             |           |         |
| juillet 2020 | En cours     | Monique Eymet |           |         |

## Population et société

### Démographie
La commune de Saint-Pierre-ès-Liens fusionne avec Notre-Dame-de-Sanilhac en 1823.

#### Démographie de Saint-Pierre-ès-Liens
| 1793 | 1800 | 1806 | 1821 |
| ---- | ---- | ---- | ---- |
| -    | 444  | 448  | 436  |

#### Démographie de Notre-Dame-de-Sanilhac
En 2016, dernière année en tant que commune indépendante, Notre-Dame-de-Sanilhac comptait 3 137 habitants. À partir du XXIe siècle, les recensements des communes de moins de 10 000 habitants ont lieu tous les cinq ans (2004, 2009, 2014 pour Notre-Dame-de-Sanilhac). Depuis 2006, les autres dates correspondent à des estimations légales.
Au 1er janvier 2022, la commune déléguée de Notre-Dame-de-Sanilhac compte 3 290 habitants.
| 1793 | 1800 | 1806 | 1821 | 1831  | 1836  | 1841  | 1846  | 1851  |
| ---- | ---- | ---- | ---- | ----- | ----- | ----- | ----- | ----- |
| 485  | 426  | 410  | 542  | 1 037 | 1 015 | 1 106 | 1 078 | 1 211 |

| 1856  | 1861  | 1866  | 1872  | 1876  | 1881  | 1886  | 1891  | 1896  |
| ----- | ----- | ----- | ----- | ----- | ----- | ----- | ----- | ----- |
| 1 256 | 1 259 | 1 285 | 1 286 | 1 385 | 1 464 | 1 509 | 1 518 | 1 511 |

| 1901  | 1906  | 1911  | 1921  | 1926  | 1931  | 1936  | 1946  | 1954  |
| ----- | ----- | ----- | ----- | ----- | ----- | ----- | ----- | ----- |
| 1 411 | 1 292 | 1 285 | 1 224 | 1 218 | 1 152 | 1 214 | 1 276 | 1 277 |

| 1962  | 1968  | 1975  | 1982  | 1990  | 1999  | 2004  | 2009  | 2014  |
| ----- | ----- | ----- | ----- | ----- | ----- | ----- | ----- | ----- |
| 1 760 | 1 927 | 2 062 | 2 220 | 2 577 | 2 617 | 2 725 | 3 034 | 3 072 |

| 2016  | - | - | - | - | - | - | - | - |
| ----- | - | - | - | - | - | - | - | - |
| 3 137 | - | - | - | - | - | - | - | - |

### Manifestations culturelles et festivités
- À l'automne depuis 2001, « Sanilh'Art », fête de l'art (exposition de dessins, peintures, photographies, sculptures, …) dans le bourg de Notre-Dame-de-Sanilhac (24e édition en 2024)[19].
- Fin novembre, « Salon toutes collections » (monnaies, cartes postales, minéraux, vieux papiers, …) dans le bourg de Notre-Dame-de-Sanilhac (10e édition en 2023)[20].

## Économie
Les données économiques de Notre-Dame-de-Sanilhac sont incluses dans celles de la commune nouvelle de Sanilhac.

## Culture locale et patrimoine

### Lieux et monuments
- Église Notre-Dame-des-Vertus du XIXe siècle
- Manoir de Pouzelande, ancien repaire connu au XVIe siècle, reconstruit au XIXe siècle[21].
- Manoir de Sanilhac, ancien couvent bâti en 1780 juste au sud-est de l'église, aménagé en chambres d'hôtes[22].
- Plusieurs mottes castrales : Bagnac, la Malétie, la Trémouille.

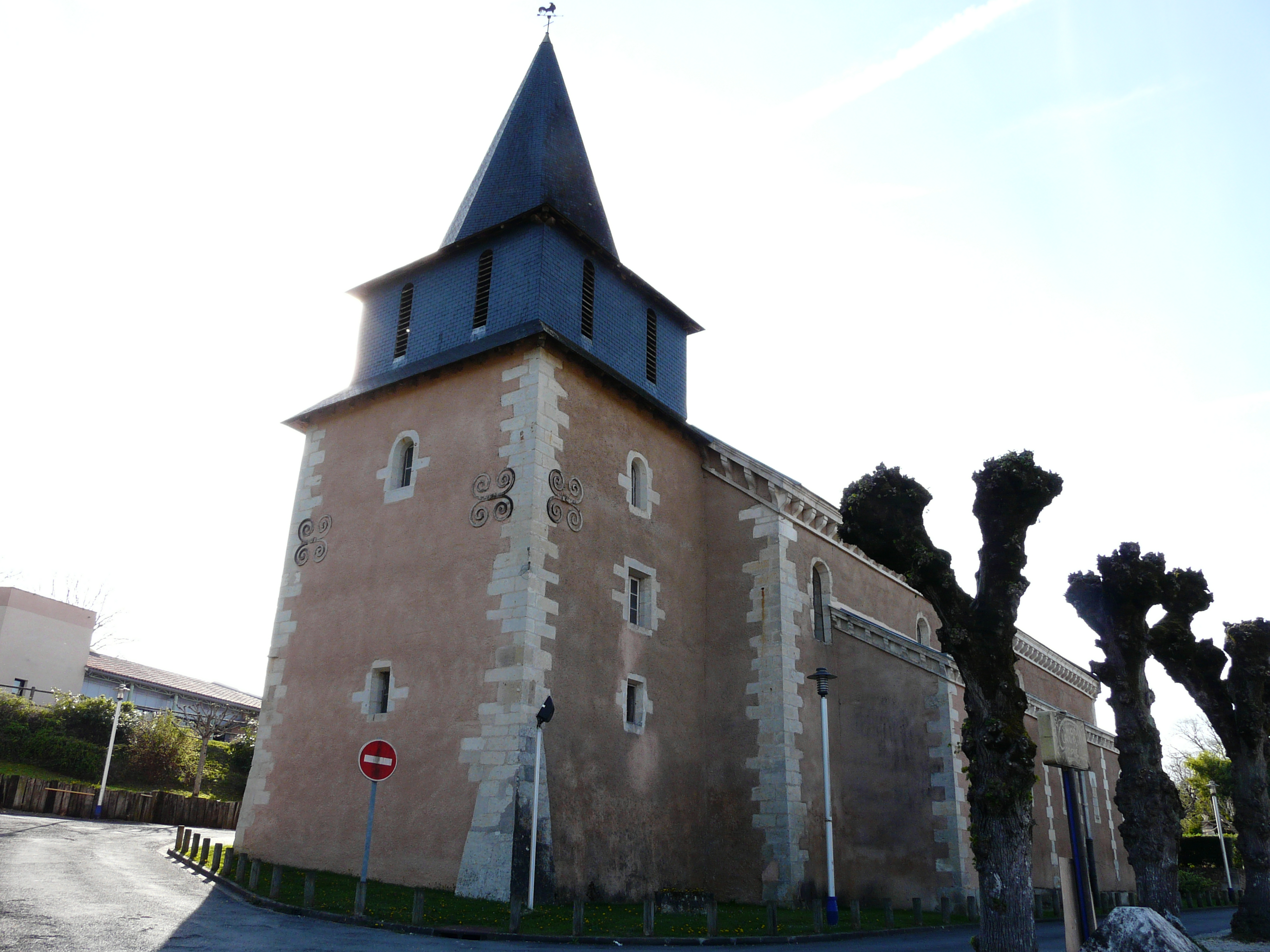
Le chevet de Notre-Dame-des-Vertus.
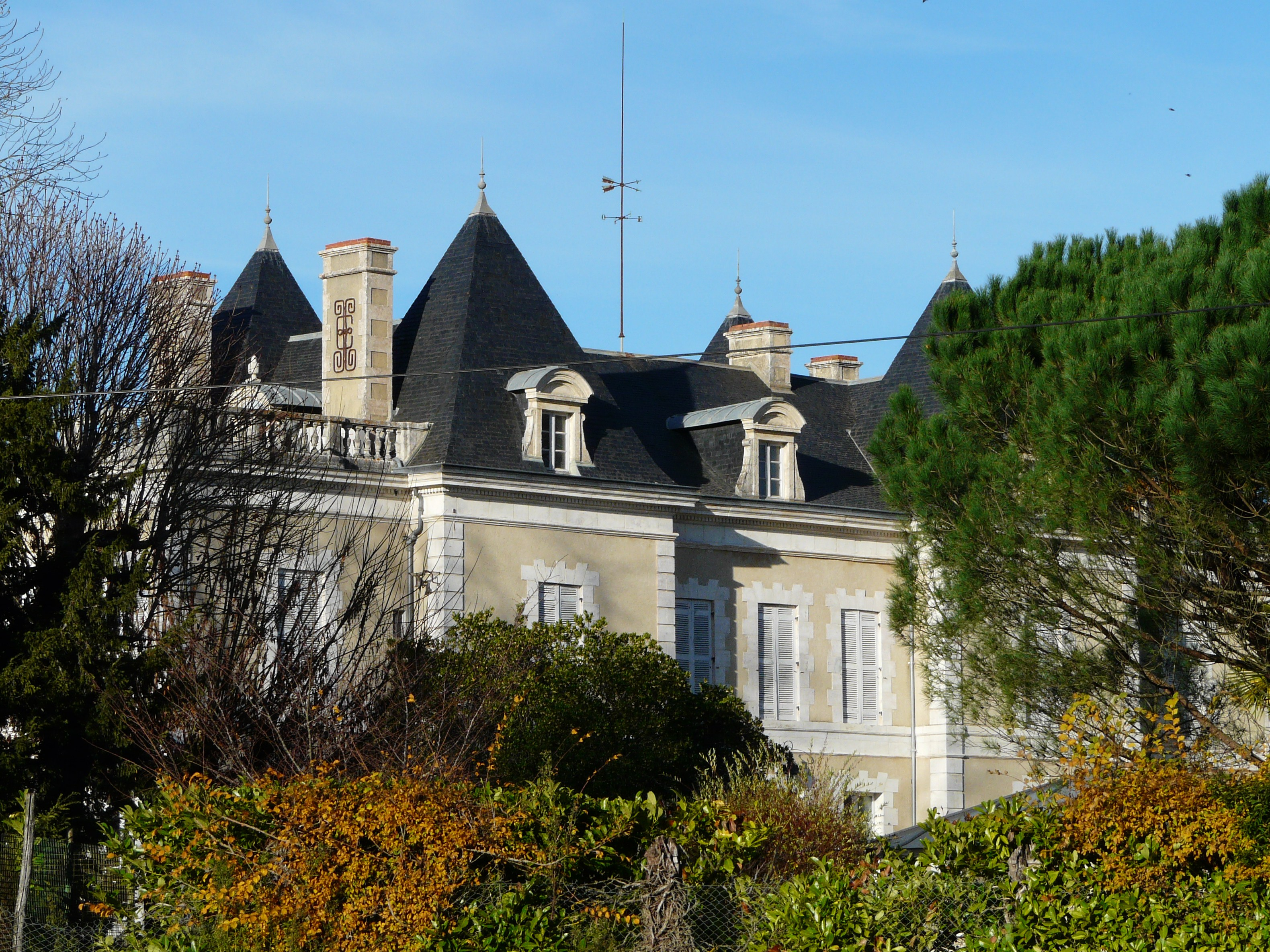
Le manoir de Pouzelande.
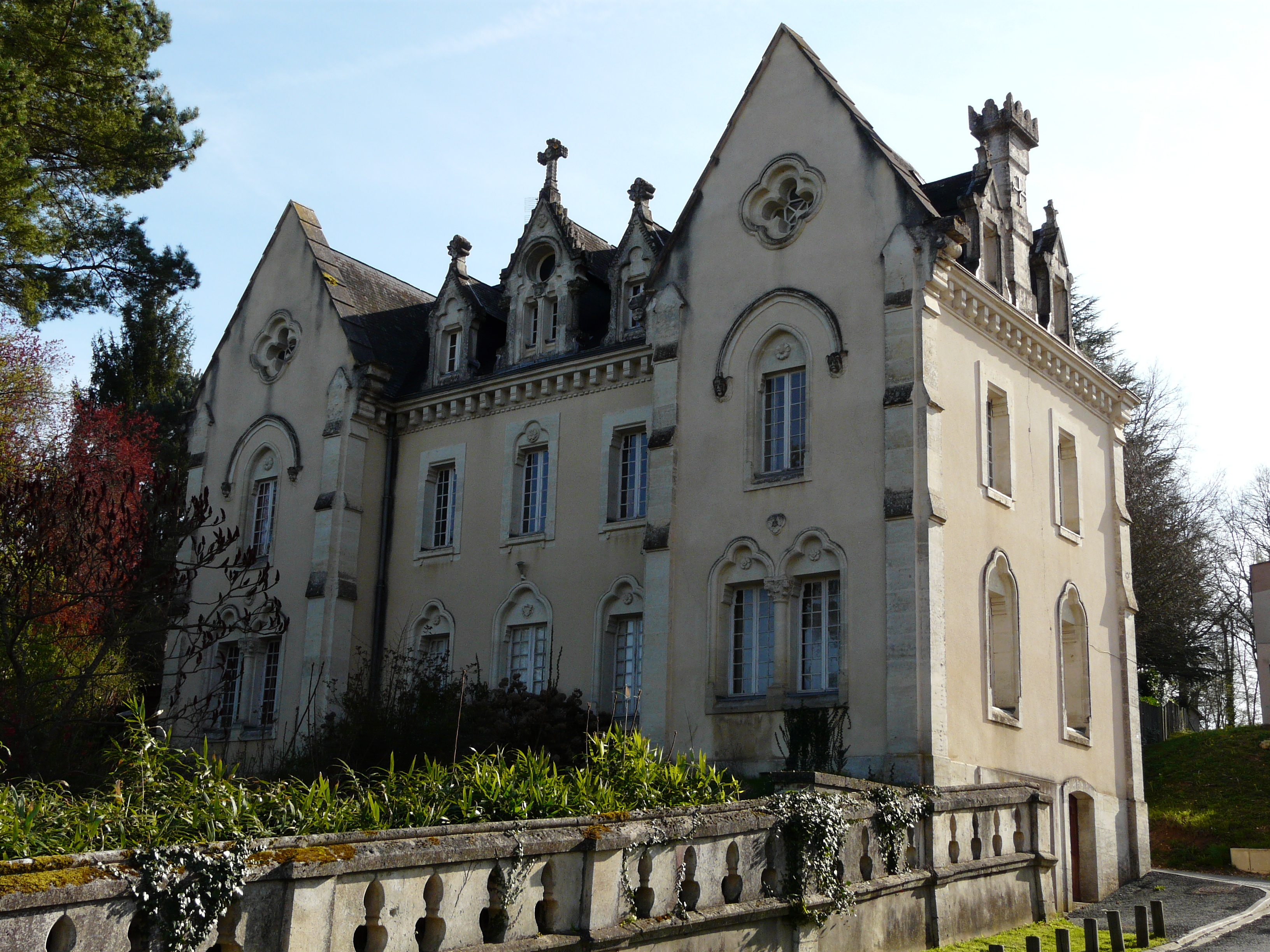
Le manoir de Sanilhac (ancien couvent).
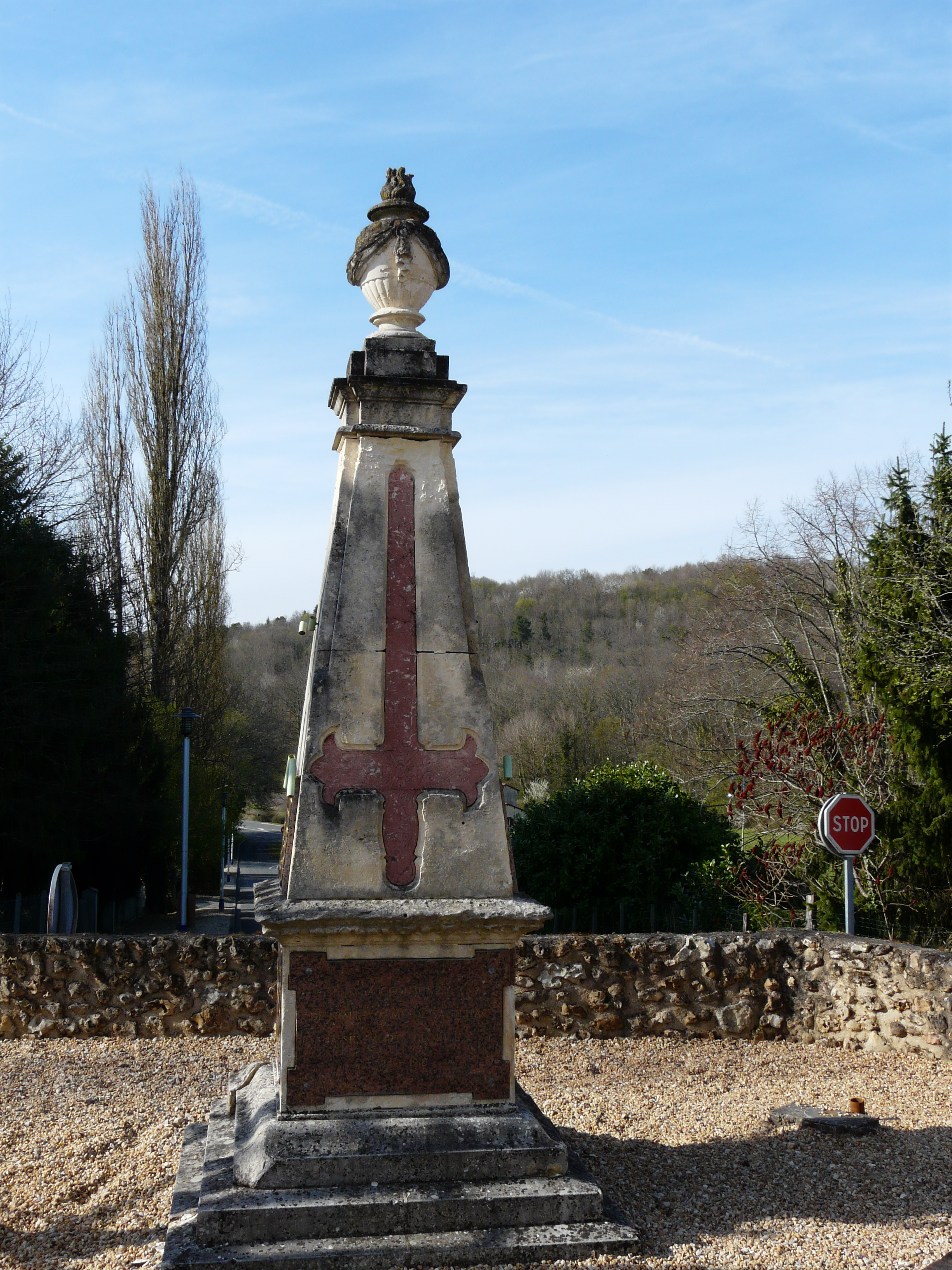
Le monument aux morts.

### Personnalités liées à la commune
- Né à Notre-Dame-de-Sanilhac :
  - Émile Bruneau de Laborie (1871-1931), explorateur, escrimeur et aviateur[23],[24], auteur des livres Les Lois du duel et Chasses en Afrique française : carnets de route[25].